# Gerhard Tappen

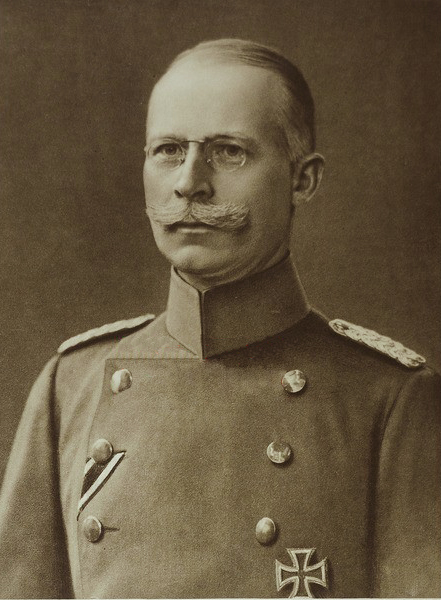
Gerhard Tappen

Dietrich Gerhard Emil Theodor Tappen (* 3. Juli 1866 in Esens; † 28. Mai 1953 in Goslar) war ein deutscher General der Artillerie.

## Leben

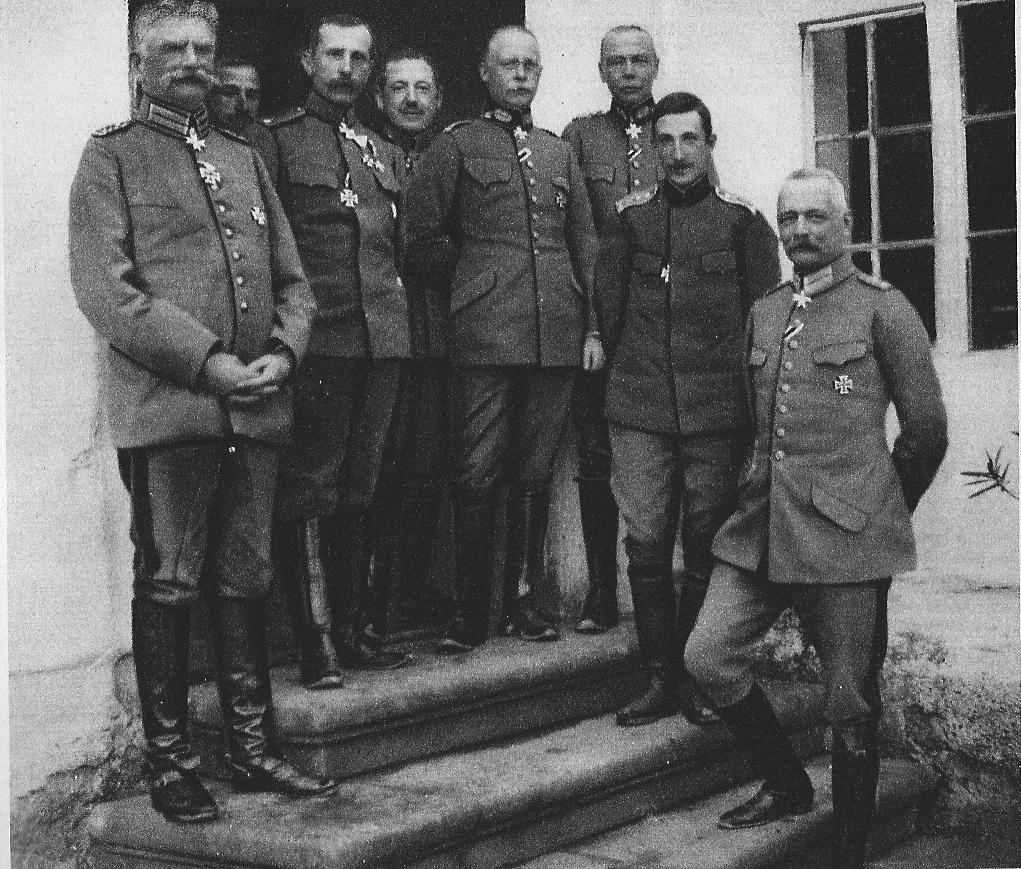
Von rechts nach links: Erich von Falkenhayn, Kronprinz Boris, Hans von Seeckt, Gerhard Tappen, Oberst Gantschew, General Nikola Schekow, unbekannt, August von Mackensen in Paraćin am 6. November 1915

Am 1. April 1885 trat Gerhard Tappen als Fahnenjunker in das Feldartillerie-Regiment Nr. 15 der Preußischen Armee in Saarburg ein und avancierte Mitte September 1886 zum Sekondeleutnant. Er studierte 1888/89 an der Vereinigten Artillerie- und Ingenieurschule und ab 1893 für drei Jahre an der Kriegsakademie. Am 14. September 1893 wurde er zum Premierleutnant befördert und 1897 zum Großen Generalstab kommandiert. 1901 war er Batteriechef im Feldartillerie-Regiment „von Holtzendorff“ (1. Rheinisches) Nr. 8 in Saarbrücken. 1904 wurde er Adjutant im Generalstab der 16. Division in Trier und am 27. Januar 1906 zum Major befördert. Er wurde Lehrer an der Kriegsakademie und 1909 zum Generalstabschef des XVII. Armee-Korps ernannt. 1910 wurde er zum Abteilungschef im Großen Generalstab und am 1. Oktober 1912 zum Oberstleutnant befördert.
Im Ersten Weltkrieg diente Tappen ab August 1914 in der Obersten Heeresleitung (OHL) in Koblenz. Hier war er Chef der Operationsabteilung im Generalstab des Feldheeres. Hier brachte er auch seinen Bruder Hans in Kontakt mit dem Generalstab und deren Versuchen mit chemischen Waffen. Hans (Karl?) Tappen (1879–1941) war Doktor der Chemie und arbeitete am Kaiser-Wilhelm-Institut in Berlin.
Im März 1915 wurde Tappen kurzzeitig als Vertreter des Chefs des Stabes der 7. Armee unter Generaloberst Josias von Heeringen eingesetzt und diente ab 28. August 1916 als Generalmajor ebenfalls als Chef des Stabes in der Heeresgruppe Mackensen in Rumänien. Im Dezember 1916 übernahm er das Kommando über die 5. Ersatz-Division und im September 1917 wurde er dann Kommandeur der 15. Infanterie-Division.
Sein Kriegstagebuch und weitere Korrespondenzen befinden sich im Bundesarchiv.
Tappen erhielt am 27. August 1939, dem sogenannten Tannenbergtag, den Charakter als General der Artillerie verliehen.

## Auszeichnungen (unvollständig)
- Roter Adlerorden III. Klasse mit der Schleife[4]
- Kronen-Orden III. Klasse[4]
- Preußisches Dienstauszeichnungskreuz[4]
- Bayerischer Militärverdienstorden IV. Klasse mit der Krone[4]
- Ritterkreuz I. Klasse des Albrechts-Ordens mit der Krone[4]
- Orden der Eisernen Krone II. Klasse[4]
- Eisernes Kreuz (1914) II. und I. Klasse
- Pour le Mérite mit Eichenlaub[5]
  - Pour le Mérite am 11. September 1915
  - Eichenlaub am 27. Januar 1916

## Schriften
- Bis zur Marne 1914: Beiträge zur Beurteilung der Kriegführung bis zum Abschluss der Marne-Schlacht. Stalling-Verlag, Oldenburg 1920.